# Jack Stauber
Jack Stauber, född 6 april 1996 i McKean i Pennsylvania, är en amerikansk artist.

## Soloalbum
- Finite Form (2013)
- Viator (2015)
- Pop Food (2017)
- HiLo (2018)